# رودكيل (فلم)
رودكيل (بالإنجليزية: Roadkill) هو فيلم رعب تم إنتاجه في الولايات المتحدة وصدر سنة 2011 بطولة كاسي بارنفيلد وإيليزا بينيت وديارمويد نويس وستيفن ريا وكوبنا هولدبروك سميث.

## القصة
يصطدم ستة أصدقاء شبان في رحلة برية في أيرلندا مع الغجر الذين يلعنهم بسبب دهس امرأة عجوز عن طريق الخطأ. تتخذ اللعنة شكل مخلوق طائر مرعب يحاول قتلهم جميعًا.

## الميزانية
كلف الفيلم ميزانية تقدر بـ 2 مليون دولار.

## وصلات خارجية
مقالات تستعمل روابط فنية بلا صلة مع ويكي بيانات